# Alfonso Cuarón
Alfonso Cuarón [alˈfonso kwaˈɾon]  est un réalisateur, acteur, scénariste et producteur mexicain, né le 28 novembre 1961 à Mexico.
Réalisateur d'Y tu mamá también, Harry Potter et le Prisonnier d'Azkaban, La Petite Princesse et Les Fils de l'homme, Alfonso Cuarón est longtemps considéré comme l'un des cinéastes mexicains les plus doués de sa génération, aux côtés de Guillermo del Toro et Alejandro González Iñárritu qui atteignent également une renommée internationale dans les années 2000. Il est aujourd'hui reconnu comme l'auteur d'une œuvre originale et cohérente, capable de combiner style personnel, intimisme, maestria technique et science du grand spectacle dans des productions pharaoniques. Avec le film catastrophe spatial Gravity qui connaît un succès critique et commercial planétaire en 2013, Cuarón confirme son statut de réalisateur adulé par Hollywood.
Il a notamment été récompensé aux Oscars et a remporté à la Mostra de Venise le Prix du meilleur scénario pour le film Y tu mamá también en 2001 et le Lion d'or pour Roma en 2018.

## Biographie

### Jeunesse au Mexique

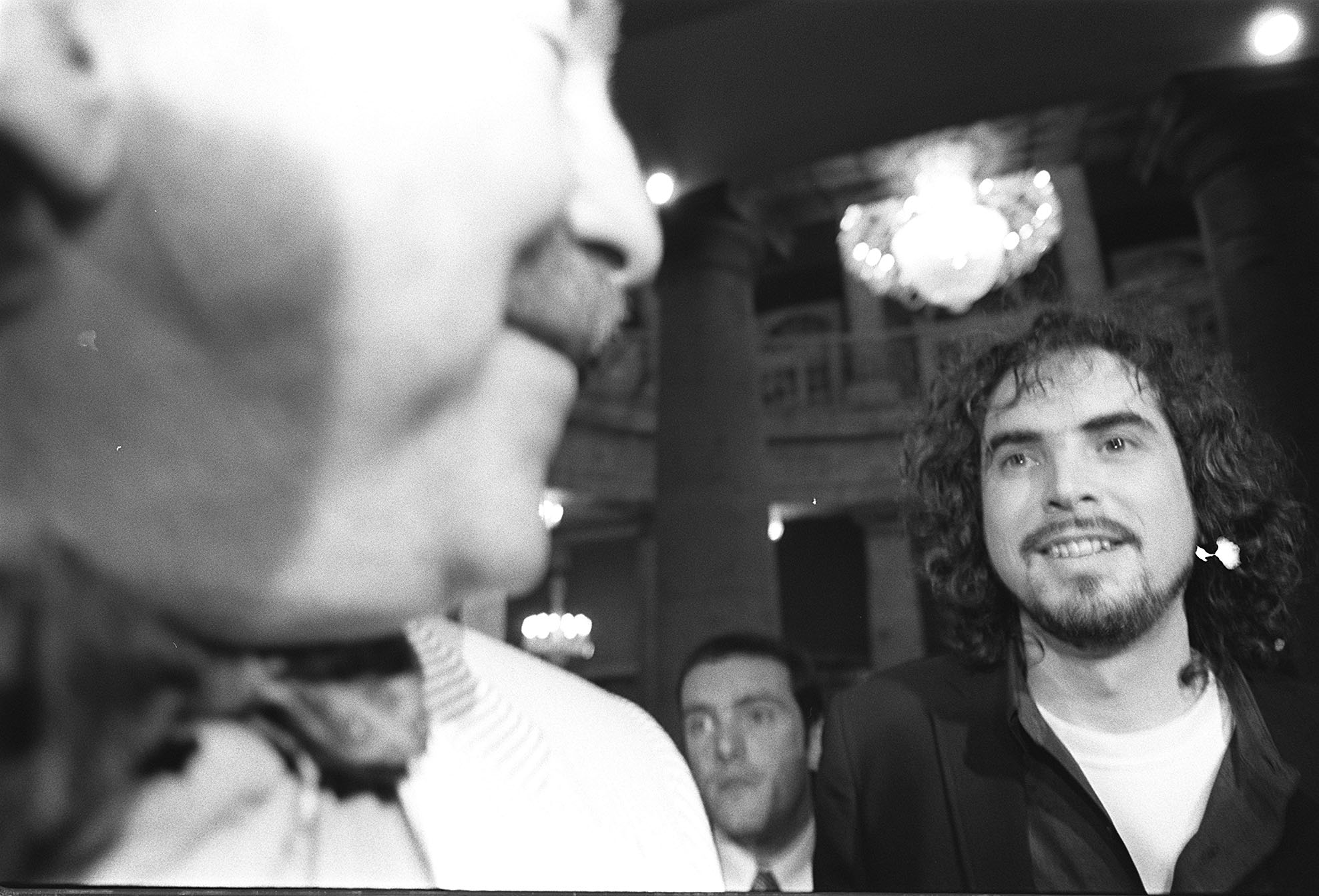
Alfonso Cuarón au festival international du film de Guadalajara, en 1998.

Alfonso Cuarón Orozco passe son enfance à proximité des studios Churubusco à Mexico. Il filme ses premières images à 12 ans lorsqu'il reçoit une caméra. Après ses études secondaires, il étudie la philosophie à l'Université nationale autonome du Mexique (UNAM) et le cinéma au CUEC (Centro Universitario de Estudios Cinematográficos), section de la même université. Pendant ses études au Centre universitaire d'études cinématographiques, il rencontre la future mère de son fils Jonas, le réalisateur Carlos Marcovich (en) et le directeur de photographie Emmanuel Lubezki. En leur compagnie, il réalise son premier court métrage, Vengeance is Mine. Ce dernier déclenche une controverse, notamment pour le choix de la langue de tournage (anglais et non espagnol) et lui vaut d'être renvoyé de la faculté.
Après son expulsion, il travaille comme commis au Musée National d'Art de Mexico, puis comme directeur adjoint auprès de José Luis García Agraz (en), sur plusieurs films. Il réalise également certains épisodes de la série mexicaine à suspense La Hora Marcada. À cette époque, il fait la connaissance de Guillermo del Toro. Avec son frère Carlos, il co-écrit le scénario de Sólo con tu pareja dont il assure la réalisation. Le film, qui est un succès, suscite l'attention de producteurs hollywoodiens. Cuarón est alors invité à travailler aux États-Unis. Impressionné par son travail, le cinéaste Sydney Pollack fait appel à lui pour diriger un épisode de la série Fallen Angels, en 1993.

Par ailleurs, il devient, en 1988, premier assistant-réalisateur du film Les Pyramides bleues d'Arielle Dombasle.

### Carrière

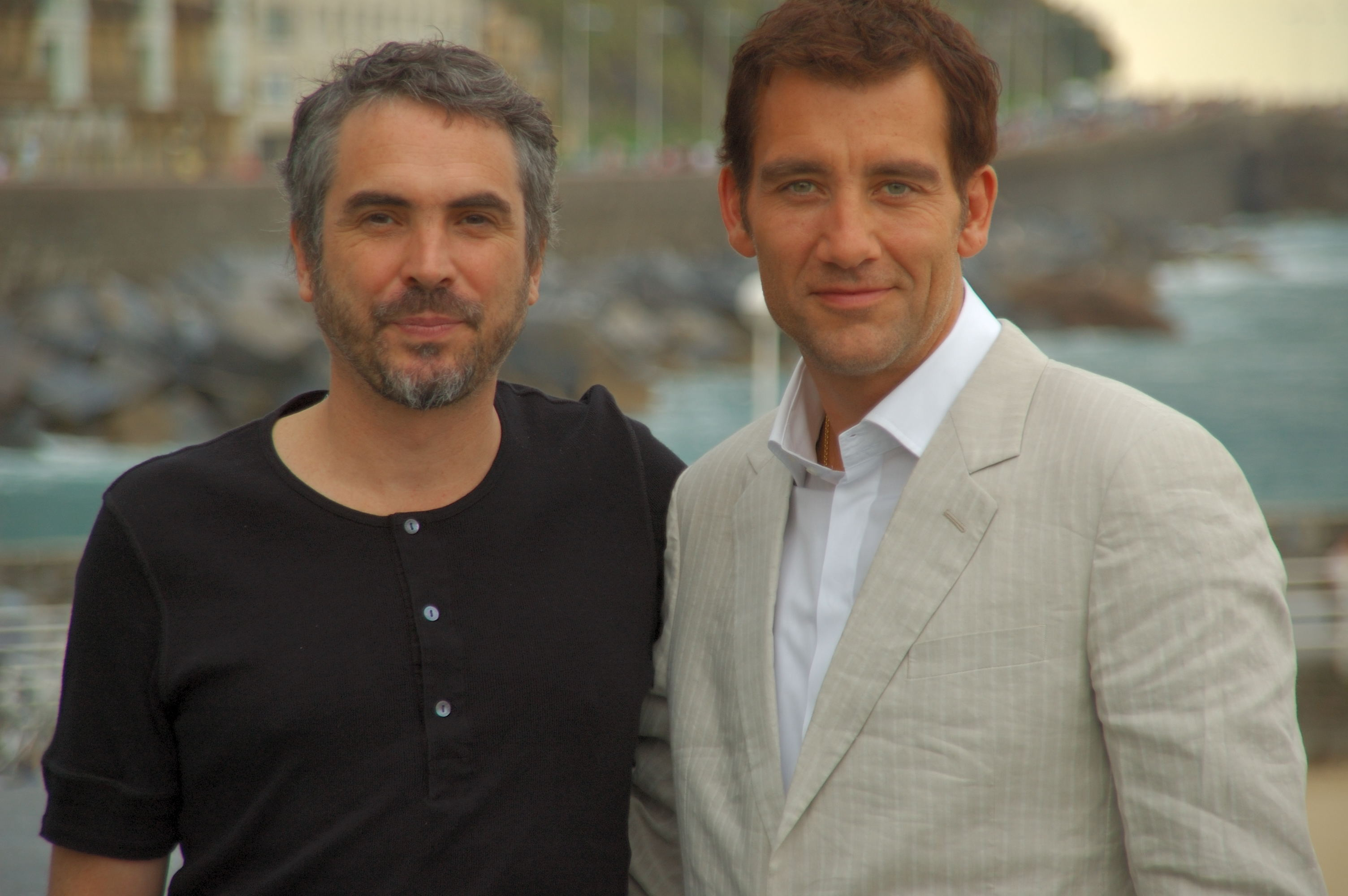
Alfonso Cuarón et Clive Owen au festival international du film de Saint-Sébastien, en septembre 2005.

À Hollywood, il est employé par quelques chaînes de télévision avant de signer un contrat avec la Warner Bros. qui le charge de réaliser Addicted to Love avec Meg Ryan et Matthew Broderick. À la lecture du scénario de La Petite Princesse, tiré du roman de Frances Hodgson Burnett, Cuarón est davantage intéressé par ce projet et finit par le choisir au détriment du premier. Bien qu'il ne soit ni une superproduction ni un succès au box office, le film est nommé aux Oscars. Par la suite, la Twentieth Century Fox lui propose d'adapter et de mettre en scène de De grandes espérances (Great Expectations), d'après Charles Dickens, avec notamment Ethan Hawke, Gwyneth Paltrow et Robert De Niro.
En 1997 il fait partie des membres du jury international du 45e Festival de Saint-Sébastien, sous la présidence de Zhang Yimou.
De retour au Mexique, Cuarón réalise le drame Y tu mamá también avec Gael García Bernal et Diego Luna, qui est considéré comme un excellent film dans son pays et à l'international. Récompensé par le prix du meilleur scénario au Festival de Venise 2001, il apporte la notoriété à son auteur et lui vaut d'être reconnu comme l'un des metteurs en scène mexicains les plus talentueux de sa génération.
En 2004, Warner Bros. fait de nouveau appel à lui pour diriger le troisième volet des adaptations cinématographiques de la série Harry Potter : Harry Potter et le Prisonnier d'Azkaban. Le nom de Cuarón est suggéré au studio par J. K. Rowling, l'auteur des romans, qui apprécie sa vision cinématographique de La Petite Princesse (son roman-jeunesse favori) ainsi que sa compréhension des garçons adolescents dans Y tu mamá también. D'abord hésitant, Cuarón finit par accepter la proposition. Rowling est séduite par les retouches qu'il apporte au scénario et la précision de sa mise en scène. Elle avoue plus tard avoir eu des frissons par sa façon singulière de conduire le récit qui laisse transparaître des indices sur ses futurs livres. Habitué à travailler avec de jeunes comédiens, Cuarón déclare que les deux années du tournage sont les plus amusantes de sa vie. Il se dit ravi d'apporter sa touche personnelle au film et d'évoluer en toute liberté, sans aucune pression du studio ni de la romancière. Le cinéaste suggère notamment l'apparition de têtes réduites et de plusieurs autres détails visuels et sonores inédits dont Rowling apprécie l'originalité. L'auteur avoue même que Harry Potter et le Prisonnier d'Azkaban est l'adaptation cinématographique qu'elle préfère de toute sa saga littéraire. Afin de mieux connaître les points de vue des jeunes acteurs principaux du film, Cuarón a demandé à chacun d'eux (Daniel Radcliffe, Emma Watson et Rupert Grint) d'écrire une présentation de leur personnage. Respectivement fidèles à Hermione, Harry et Ron, Emma Watson a écrit un essai de 16 pages, Daniel Radcliffe a rédigé une page, et Rupert Grint n'a jamais rien écrit.
Après l'aventure Harry Potter, Cuarón se lance dans la réalisation des Fils de l'homme (Children of Men), un thriller d'anticipation adapté de P. D. James et interprété entre autres par Clive Owen et Julianne Moore. Sélectionné en compétition à la Mostra de Venise 2006, le long métrage est acclamé par la critique internationale. La même année, le cinéaste apparaît comme chargé de production au générique du Labyrinthe de Pan de Guillermo del Toro. Il a participé au financement de ce film par le biais de sa compagnie de production Esperantofilmoj, qu'il a créée et à qui il a donné ce nom en raison de sa fascination pour l'espéranto.
En 2008, lors du 61e Festival de Cannes il participe comme membre du jury, présidé par Sean Penn.

Cette même année, Cuarón monte avec del Toro et Alejandro González Iñárritu une société de production baptisée Cha Cha Cha Films.
En 2010, sous l'escarcelle de la Warner, il se lance dans un nouveau projet intitulé Gravity, un film catastrophe spatial en 3D avec Sandra Bullock et George Clooney qu'il produit en compagnie de David Heyman avec lequel il avait travaillé sur Harry Potter et le Prisonnier d'Azkaban. En 2011, il développe avec J. J. Abrams (créateur des séries Lost et Alias et réalisateur de Super 8 puis des deux nouveaux Star Trek) et Mark Reidman la série Believe qu'il co-produit, écrit et réalise. En 2012, deux mois après le lancement de la première bande-annonce de Gravity, sort le premier trailer de Believe. Gravity sort en salles à l'automne 2013, après avoir été présenté en ouverture de la 70e Mostra de Venise. Le film est un succès critique et public mondial qui vaut à Cuarón l'Oscar du meilleur réalisateur et du meilleur montage.
Durant la première dizaine de septembre 2015 il est Président du jury du 72e Festival de Venise. Son jury comporte notamment Diane Kruger, Elizabeth Banks ou encore Emmanuel Carrère. En 2018, son film Roma est sélectionné à la Mostra de Venise où il remporte le Lion d'or.
En 2019, il remporte l'Oscar du meilleur réalisateur, du meilleur film étranger et de la meilleure photographie pour ce film.
En mai 2025, il compte parmi les signataires d'une pétition de personnalités du cinéma dénonçant le silence du monde de la culture face au « génocide à Gaza ».

## Filmographie

### Réalisateur

#### Longs métrages
- 1991 : Uniquement avec ton partenaire (Sólo con tu pareja)
- 1995 : La Petite Princesse (A Little Princess)
- 1998 : De grandes espérances (Great Expectations)
- 2001 : Y tu mamá también
- 2004 : Harry Potter et le Prisonnier d'Azkaban (Harry Potter and the Prisoner of Azkaban)
- 2006 : Les Fils de l'homme (Children of Men)
- 2013 : Gravity
- 2018 : Roma

Projets
- Un garçon dans ses chaussures (A Boy in His Shoes)[11]

#### Courts métrages
- 1983 : Who's He Anyway
- 1983 : Cuarteto para el fin del tiempo
- 2006 : Paris, je t'aime - segment Parc Monceau
- 2007 : La Possibilité d'espérer (The Possibility of Hope)

#### Télévision
- 1986 : La hora marcada (en) (série télévisée)
- 1993 : Fallen Angels, épisode Murder, Obliquely
- 2024 : Disclaimer

### Producteur
- 1991 : Uniquement avec ton partenaire (Sólo con tu pareja)
- 2001 : Me la debes (en)
- 2001 : L'Échine du Diable (Espinazo del diablo, El)
- 2001 : Y tu mamá también
- 2002 : Juego de niños (en)
- 2004 : Crónicas
- 2004 : The Assassination of Richard Nixon
- 2005 : Princesas
- 2006 : Le Labyrinthe de Pan (El laberinto del Fauno) de Guillermo del Toro
- 2007 : Rudo y Cursi
- 2012 : Gravity avec David Heyman
- 2015 : Desierto de Jonás Cuarón
- 2018 : Roma
- 2020 : Sacrées Sorcières (The Witches) de Robert Zemeckis
- 2025 : Revelations (계시록) de Yeon Sang-ho (producteur exécutif)

### Directeur de la photographie
- 1981 : Recuerdo de Xochimilco
- 1982 : Andante spianato
- 1983 : Una Temporada en el infierno
- 1983 : San ciudadano martir
- 1983 : Las Palabras
- 1983 : Fuga en por menor
- 1983 : Final de los juegos
- 1990 : El Motel de la muerte (TV)
- 2018 : Roma avec Galo Olivares

### Scénariste
- 1983 : Who's He Anyway
- 1983 : Cuarteto para el fin del tiempo
- 1997 : Sistole Diastole
- 2001 : Y tu mamá también
- 2006 : Les Fils de l'homme (Children of Men)
- 2012 : Gravity avec Jonás Cuarón et Rodrigo García
- 2018 : Roma

### Monteur
- 1983 : Who's He Anyway
- 1983 : Cuarteto para el fin del tiempo
- 1984 : La Divina Lola
- 1991 : Uniquement avec ton partenaire (Sólo con tu pareja)
- 2001 : Y tu mamá también
- 2012 : Gravity avec Mark Sanger
- 2018 : Roma avec Adam Gough

### Acteur
- 1983 : San ciudadano martir
- 1983 : Las Palabras

Tableau récapitulatif :
| Année | Film                                      | Rôle        | Rôle       | Rôle       | Rôle    | Rôle   | Rôle                         |
| Année | Film                                      | Réalisateur | Scénariste | Producteur | Monteur | Acteur | Directeur de la photographie |
| ----- | ----------------------------------------- | ----------- | ---------- | ---------- | ------- | ------ | ---------------------------- |
| 1981  | Recuerdo de Xochimilco                    |             |            |            |         |        |                              |
| 1982  | Andante spianato                          |             |            |            |         |        |                              |
| 1983  | Una Temporada en el infierno              |             |            |            |         |        |                              |
| 1983  | San ciudadano martir                      |             |            |            |         |        |                              |
| 1983  | Las Palabras                              |             |            |            |         |        |                              |
| 1983  | Fuga en por menor                         |             |            |            |         |        |                              |
| 1983  | Final de los juegos                       |             |            |            |         |        |                              |
| 1983  | Who's He Anyway                           |             |            |            |         |        |                              |
| 1983  | Cuarteto para el fin del tiempo           |             |            |            |         |        |                              |
| 1984  | La Divina Lola                            |             |            |            |         |        |                              |
| 1986  | Hora Marcada (série télévisée)            |             |            |            |         |        |                              |
| 1990  | El Motel de la muerte (TV)                |             |            |            |         |        |                              |
| 1991  | Sólo con tu pareja                        |             |            |            |         |        |                              |
| 1993  | Fallen Angels (épisode Murder, Obliquely) |             |            |            |         |        |                              |
| 1995  | La Petite Princesse                       |             |            |            |         |        |                              |
| 1998  | De grandes espérances                     |             |            |            |         |        |                              |
| 2001  | Y tu mamá también                         |             |            |            |         |        |                              |
| 2001  | Me la debes                               |             |            |            |         |        |                              |
| 2001  | L'Échine du Diable                        |             |            |            |         |        |                              |
| 2002  | Juego de niños                            |             |            |            |         |        |                              |
| 2004  | Harry Potter et le Prisonnier d'Azkaban   |             |            |            |         |        |                              |
| 2004  | Crónicas                                  |             |            |            |         |        |                              |
| 2004  | The Assassination of Richard Nixon        |             |            |            |         |        |                              |
| 2005  | Princesas                                 |             |            |            |         |        |                              |
| 2006  | Les Fils de l'homme                       |             |            |            |         |        |                              |
| 2006  | Le Labyrinthe de Pan                      |             |            |            |         |        |                              |
| 2009  | Un garçon et ses chaussures               |             |            |            |         |        |                              |
| 2013  | Gravity                                   |             |            |            |         |        |                              |
| 2018  | Roma                                      |             |            |            |         |        |                              |

## Distinctions

### Récompenses
- 1991 : Meilleur scénario original aux Ariel Awards pour Sólo con tu pareja
- 1995 : Meilleur réalisateur au New Generation Award pour La Petite Princesse
- 2001 : Meilleur film étranger au Ft. Lauderdale International Film Festival pour Y tu mamá también
- Mostra de Venise 2001 : Prix Osella pour le meilleur scénario pour Y tu mamá también
- BAFTA 2005 : Audience Award pour Harry Potter et le Prisonnier d'Azkaban
- BAFTA 2007 : Meilleur film en langue étrangère pour Le Labyrinthe de Pan
- Mostra de Venise 2006 : Prix lanterne magique pour Les Fils de l'homme
- Washington D.C. Area Film Critics Association Awards 2013 : Meilleur réalisateur et meilleur montage pour Gravity
- Detroit Film Critics Society Awards 2013 : Meilleur réalisateur pour Gravity
- San Diego Film Critics Society Awards 2013 : Meilleur réalisateur pour Gravity
- Austin Film Critics Association Awards 2013 : Meilleur réalisateur pour Gravity
- Chicago Film Critics Association Awards 2013 : Meilleur montage pour Gravity
- Dallas-Fort Worth Film Critics Association Awards 2013 : Meilleur réalisateur pour Gravity
- EDA Awards 2013 : Meilleur montage pour Gravity
- San Francisco Film Critics Circle Awards 2013 : Meilleur réalisateur et meilleur montage pour Gravity
- Houston Film Critics Society Awards 2013 : Meilleur réalisateur pour Gravity
- Kansas City Film Critics Circle Awards 2013 : Meilleur réalisateur pour Gravity
- Nevada Film Critics Society Awards 2013 : Meilleur réalisateur pour Gravity
- Online Film Critics Society Awards 2013 : Meilleur réalisateur et meilleur montage pour Gravity
- Phoenix Film Critics Society Awards 2013 : Meilleur réalisateur et meilleur montage pour Gravity
- Toronto Film Critics Association Awards 2013 : Meilleur réalisateur pour Gravity
- Utah Film Critics Association Awards 2013 : Meilleur réalisateur pour Gravity
- Central Ohio Film Critics Association Awards 2014 : Meilleur réalisateur pour Gravity
- Critics' Choice Movie Awards 2014 : Meilleur montage pour Gravity
- Georgia Film Critics Association Awards 2014 : Meilleur réalisateur pour Gravity
- North Texas Film Critics Association Awards 2014 : Meilleur réalisateur pour Gravity
- Oklahoma Film Critics Circle Awards 2014 : Meilleur réalisateur pour Gravity
- Vancouver Film Critics Circle Awards 2014 : Meilleur réalisateur pour Gravity
- London Film Critics Circle Awards 2014 : Réalisateur de l'année pour Gravity
- Australian Academy of Cinema and Television Arts Awards 2014 : Meilleur réalisateur pour Gravity
- Golden Globes 2014 : Meilleur réalisateur pour Gravity
- Directors Guild of America Awards 2014 : Meilleur réalisateur pour Gravity
- Producers Guild of America Awards 2014 : Meilleure production pour Gravity (ex æquo avec Twelve Years a Slave)
- BAFA 2014 pour Gravity : 
  - Meilleur film britannique
  - Meilleur réalisateur
- Oscars 2014 pour Gravity : 
  - Meilleur réalisateur
  - Meilleur montage
- Empire Awards 2014 : Meilleur réalisateur pour Gravity
- Mostra de Venise 2018 : Lion d'or pour Roma
- Golden Globes 2019 : Meilleur réalisateur pour Roma
- BAFTA 2019 pour Roma :
  - Meilleur film
  - Meilleur réalisateur
  - Meilleure photographie
  - Meilleur film en langue étrangère
- Oscars 2019 pour Roma :
  - Meilleur réalisateur
  - Meilleur film étranger
  - Meilleure photographie

### Nominations
- Oscars 2003 : Meilleur scénario original pour Y tu mamá también
- Oscars 2007 pour Les Fils de l'homme
  - Meilleure adaptation
  - Meilleur montage
- Satellite Awards 2014 : Meilleur réalisateur pour Gravity
- Golden Globes 2014 : Meilleur film dramatique pour Gravity
- Oscars 2014 pour Gravity : 
  - Meilleur film
  - Meilleur scénario original
- BAFTA 2014 pour Gravity : 
  - Meilleur film
  - Meilleur scénario original
  - Meilleur montage
- César 2014 : Meilleur film étranger pour Gravity
- BAFTA 2019 pour Roma :
  - Meilleur scénario original
  - Meilleur montage avec Adam Gough
- Oscars 2019 pour Roma :
  - Meilleur film
  - Meilleur scénario original